# Chekigo
Der Chekigo ist ein Gipfel im Himalaya in der Gebirgsgruppe Rolwaling Himal.
Der 6257 m hohe Chekigo liegt im Bergkamm Gaurisankar Himal an der Grenze zwischen Nepal (Verwaltungszone Janakpur) und Tibet. Der Chekigo liegt 10 km südöstlich vom Gauri Sankar. Er bildet einen westlichen Nebengipfel des Kang Nachugo (6735 m). Westlich vom Chekigo befindet sich ein 5616 m hoher Pass. Entlang der Südflanke des Bergkamms fließt der Rolwaling Chu in westlicher Richtung. An der Nordflanke erstreckt sich der Gletscher Drogpa Nagtsang.
Der Chekigo wird in der Liste der Trekkinggipfel der Kategorie „A“ der Nepal Mountaineering Association geführt. Der Gipfel liegt an der Trekkingroute Great Himalaya Trail. Seit 2002 ist der Chekigo für Besteigungen geöffnet. Es wird ein Permit verlangt. In den Jahren 2006–2010 gab es lediglich acht kleinere Bergsteigergruppen, die den Gipfel in Angriff nahmen.
Im November 2014 durchstiegen die Spanier Jordi Corominas, Manu Córdova und Jonatan Larrañaga die Südwand zum Gipfel.
Ihre Route nannten sie Straight To The Top (1200 m, VI, M6, AI5/+).